# Хлоя Черри
Хлоя Черри (англ. Chloe Cherry, настоящее имя — Элис Мэрилинн Джонс (англ. Elise Marilynn Jones); род. 23 августа 1997 года, Ланкастер, штат Пенсильвания, США) — американская актриса, порноактриса и эротическая фотомодель.

## Биография
Родилась в Ланкастере, штат Пенсильвания, в августе 1997 года. В 2015 году, вскоре после 18-летия, познакомилась с профессиональным фотографом, проводившим эротические фотосессии. Он связался с агентством из Флориды, и затем Хлоя переехала, чтобы начать карьеру порноактрисы.
Снялась в своей первой сцене вместе с Алексис Фокс в Bring The Heat, для Reality Kings в октябре 2015 года.
Работала с такими компаниями, как Bang Bros, XEmpire, Jules Jordan Video, Mile High, Evil Angel, Lethal Hardcore, Digital Sin, Brazzers, 3rd Degree, Girlfriends Films, Adam & Eve и другими.
В 2018 году была номинирована на премию XBIZ в категории «лучшая новая актриса». В мае 2018 года стала девушкой месяца порносайта Girlsway.
На сентябрь 2019 года снялась более чем в 340 фильмах.
Сейчас снимается во втором сезоне сериала «Эйфория» от HBO.

## Избранная фильмография
- Amateur Introductions 24,[10]
- Boffing The Babysitter 22,[11]
- Confession Booth,[12]
- Full Anal Service 5,[13]
- I Love Hairy Teens,[14]
- In The Booty 2,[15]
- Kittens and Cougars 12,[16]
- Lubed 2,[17]
- Mom Knows Best 3[18],
- Super Cute 5[19].

## Премии и номинации
| Год  | Церемония                   | Результат | Номинация                                         | Работа |
| ---- | --------------------------- | --------- | ------------------------------------------------- | ------ |
| 2017 | Spank Bank Awards           | Номинация | Мастурбатор года                                  | н/д    |
| 2017 | Spank Bank Awards           | Номинация | Самая очаровательная шлюха                        | н/д    |
| 2018 | AVN Awards                  | Номинация | Приз зрительских симпатий: самый горячий дебютант | н/д    |
| 2018 | Spank Bank Awards           | Номинация | Лучший плевательщик / Пускатель слюней            | н/д    |
| 2018 | Spank Bank Awards           | Номинация | Докторская степень в области дилдологии           | н/д    |
| 2018 | Spank Bank Awards           | Номинация | Самый очаровательный сексуальный девиант          | н/д    |
| 2018 | Spank Bank Awards           | Номинация | Новичок года                                      | н/д    |
| 2018 | Spank Bank Awards           | Номинация | Раболепная саба года                              | н/д    |
| 2018 | Spank Bank Awards           | Номинация | Делиться - значит заботиться                      | н/д    |
| 2018 | Spank Bank Awards           | Номинация | Девушка по соседству… только лучше                | н/д    |
| 2018 | Spank Bank Technical Awards | Победа    | Следующий великий рэпер                           | н/д    |
| 2018 | XBIZ Award                  | Номинация | Лучшая новая старлетка                            | н/д    |